# Shōhachi Kimura
Shōhachi Kimura (木村 荘八, Kimura Shōhachi, né le 21 août 1893, mort le 18 novembre 1958) est un peintre, critique d’art et essayiste japonais.

## Biographie
Kimura Shōhachi naît à Tōkyō dans le quartier de Nihonbashi. Il est le fils de Kimura Shōhei (1841-1906), un entrepreneur prospère, grossiste en viande et fondateur en 1887 de la compagnie de pompes funèbres Tōkyō Hakuzen.

Après le collège, il entre à l’Atelier de peinture à l’occidentale de la Société du cheval blanc (Hakuba-kai), où il suit les cours du peintre Kuroda Seiki.
L’année suivante, il se lie d’amitié avec Kishida Ryūsei et participe aux expositions de la Société du fusain (Hyūzan-kai). Il travaille dans un style qualifié au Japon de « post-impressionniste » évoquant le fauvisme. Fasciné par certains artistes européens comme Van Gogh, il est en revanche très critique vis-à-vis du futurisme et du cubisme.
En 1915, il fonde avec Kishida la Société de l’herbe et de la terre (Sōdosha). À l’instar de son ami Kishida, il se met à peindre dans un style très réaliste. Ses œuvres sont conservées dans de nombreux musées publics, à commencer par le Musée national d'art moderne de Tōkyō. Au début des années 1920, les liens avec Kishida se distendent. Kimura se tourne vers l’illustration. Il réalise notamment les illustrations d’Une histoire singulière à l’est du fleuve (Bokutō kitan, 1937) de Nagai Kafū.

Kimura a également beaucoup écrit sur l'art tout au long de sa vie. Son journal en particulier fournit de nombreux détails sur la vie artistique des années 1910. Après la Seconde Guerre mondiale, il poursuit son œuvre d’essayiste, retraçant avec talent la vie des quartiers populaires et de plaisir au cours de l’ère Meiji.